# Bucculatrix fatigatella
Bucculatrix fatigatella är en fjärilsart som beskrevs av Lucas Friedrich Julius Dominikus von Heyden 1863. Bucculatrix fatigatella ingår i släktet Bucculatrix och familjen kronmalar. Inga underarter finns listade i Catalogue of Life.